# 美紅
美紅（みく）は、日本のライトノベル作家。

## 略歴
大阪芸術大学放送学科声優コース卒業。
2014年、小説家になろうにて発表した『進化の実〜知らないうちに勝ち組人生〜』を刊行しデビュー。デビュー時は高校生であった。2018年、カクヨムにて蒼という別名義を用いて発表していた『異世界でチート能力を手にした俺は、現実世界をも無双する〜レベルアップは人生を変えた〜』（旧題：『レベルアップは人生を変えた（仮）』）で第3回カクヨムWeb小説コンテストSF・現代ファンタジー部門大賞を受賞。

## 作品リスト
- 進化の実〜知らないうちに勝ち組人生〜（2014年9月 - 2022年12月、モンスター文庫、全15巻）
- 異世界でチート能力を手にした俺は、現実世界をも無双する〜レベルアップは人生を変えた〜（2018年12月 -　、富士見ファンタジア文庫、既刊18巻）
- 武神伝 生贄に捧げられた俺は、神に拾われ武を極める（2023年9月 -　、富士見ファンタジア文庫、既刊2巻）
- 英雄ブランの人生計画 第二の人生は雑用係でお願いします（2023年12月 -　、モンスター文庫、既刊2巻）
- 英霊たちから修行を受け続けた最後の英雄は、やがて最強へと成り上がる（2024年12月 -　、GCN文庫、既刊1巻）

## 出演

### テレビアニメ
- 進化の実〜知らないうちに勝ち組人生〜（2021年 - 2023年、モヒカン男 / ヤラナイカ、ヤラナイカ一世） - 2シリーズ[一覧 1]
- 異世界でチート能力を手にした俺は、現実世界をも無双する〜レベルアップは人生を変えた〜（2023年、フード男）

### シリーズ一覧
1. ↑  『進化の実〜知らないうちに勝ち組人生〜』（2021年）、『真・進化の実〜知らないうちに勝ち組人生〜』（2023年）